# East Moline
East Moline ist eine Stadt im Rock Island County im Nordwesten des amerikanischen Bundesstaats Illinois. East Moline liegt am Ostufer des Mississippi, der die Stadt vom Bundesstaat Iowa trennt. East Moline bildet zusammen mit den benachbarten Städten Rock Island und Moline sowie Davenport und Bettendorf auf der anderen Flussseite die Metropolregion Quad Cities. Die nächste Großstadt ist das etwa 200 km entfernte Chicago. East Moline befindet sich am Kreuzungspunkt der west-östlichen Interstate 80 und der Interstate 74 in südöstlicher Richtung. Das U.S. Census Bureau hat bei der Volkszählung 2020 eine Einwohnerzahl von 21.374 ermittelt.

## Geschichte
Im Mississippi befindet sich die durch einen schmalen Nebenlauf von East Moline getrennte Insel Campbell’s Island, die heute ein State Park ist. Auf der heute über eine Brücke erreichbaren Insel fand 1814 im Britisch-Amerikanischen Krieg ein Gefecht zwischen Truppen unter Führung von Leutnant John Campbell und Indianern unter Führung von Häuptling Black Hawk statt, an das heute ein Denkmal erinnert. East Moline entstand ursprünglich als industriell geprägter Vorort der 1848 bzw. 1835 gegründeten Städte Moline und Rock Island. Nach dem westlich gelegenen Moline, dessen Name von den dort befindlichen Mühlen stammt, ist East Moline benannt.
1856 teilten Henry McNeal, Alonzo Nourse und Alfred Sanders das Gebiet östlich der heutigen 19th Street in Flurstücke auf, und gründeten die Siedlung Watertown. Watertown wuchs nur langsam und wurde erst 1905 als Village unter eigenständige Verwaltung gestellt. 1896 begann in Watertown der Bau des Western Illinois Hospital for the Insane, nachdem der County dafür 400 Acres gestiftet hatte. Die Gebäude wurden nach den Prinzipien von Thomas Story Kirkbride im neogotischen Stil errichtet, mit Burgzinnen und Türmen auf dem Hauptgebäude, das den Mississippi überblickt. 1898 nahm das Western Illinois Hospital for the Insane in Watertown die ersten psychiatrischen Patienten auf. Nach mehreren Namensänderungen (Western Hospital for the Insane, Watertown State Hospital, East Moline Mental Health Center) wurde die Einrichtung 1979 geschlossen. 1980 übernahm das Illinois Department of Corrections den Gebäudekomplex und eröffnete darin das East Moline Correctional Center, eine Justizvollzugsanstalt der Sicherheitsstufe Minimum Security.
1900 nahm in East Moline die Union Malleable Iron Company mit mehreren hundert Beschäftigten den Betrieb auf. 1901 kam eine Gasmotoren-Fabrik von Root & Van Dervoort dazu. Über die nächsten Jahre siedelten sich weitere Hersteller von Kraftfahrzeugen, Landmaschinen und Waagen an, die wachsende Beschäftigung und Immigranten nach East Moline brachten. Zwischen 1900 und 1910 wuchs die Bevölkerung von knapp 300 auf gut 2.600 Einwohner. 1903 wurde East Moline offiziell gegründet und erhielt den Status eines Village. 1904 verband eine Straßenbahnverbindung East Moline mit Moline und Watertown. Im April 1907 erhielt East Moline den Status einer City. 1914 stimmten die Einwohner von Watertown für den Anschluss an East Moline.
1911 wurde in East Moline die Mähdrescherfabrik John Deere Harvester Works gegründet, die zunächst in der alten Fabrik von Root & Van Dervoort untergebracht wurde. Schon 1912 wurden 2000 Mäh-Binde-Maschinen hergestellt. Um mit dem Wachstum Schritt zu halten, errichtete das Unternehmen zeitweise ein Zirkuszelt auf dem Firmengelände, in dem die Endmontage stattfand. Ab 1912 wurde ein neues Fabrikareal gebaut, das 1914 die Produktion aufnahm. 1965 nahm der Fabrikkomplex John Deere East Moline Works 265.000 m² ein.

## Wirtschaft
Nach Anzahl der Beschäftigten waren 2010 die fünf größten Unternehmen in East Moline der Landmaschinenhersteller John Deere (1750 Beschäftigte), der Krankenhausbetreiber Illini Hospital (800 Beschäftigte), der Schulbezirk East Moline School District #37 (393 Beschäftigte), das Logistikunternehmen Standard Forwarding (285 Beschäftigte) und die Justizvollzugsanstalt East Moline Correctional Center (267 Beschäftigte).

## Söhne und Töchter der Stadt
- William „Bill“ Bell Jr. (1936–2017), Jazzpianist, Arrangeur und Musikpädagoge